# Richard Dissinger
Richard Dissinger (* 28. April 1892 in Pforzheim; † 17. Juli 1959 in Heidelberg) war ein deutscher Unternehmer und Politiker.
Dissinger war zunächst als Schmuckfabrikant in Pforzheim tätig. Nach dem Zweiten Weltkrieg trat er der CDU bei. Er war von 1945 bis 1959 Landrat des Landkreises Pforzheim. 1946 gehörte er als Vertreter der Landräte der Vorläufigen Volksvertretung von Württemberg-Baden an.
Bei der Landtagswahl in Baden-Württemberg 1956 kandidierte Dissinger erfolglos für die CDU im Wahlkreis Pforzheim. Ende 1956 trat Dissinger, selbst evangelisch, aus der CDU aus, nachdem er sich in der Öffentlichkeit über die katholische Dominanz in der Pforzheimer Stadtpolitik im Allgemeinen und in der Pforzheimer CDU im Speziellen im mehrheitlich evangelischen Pforzheim beschwert hatte.